# Корбетт (национальный парк)
Ко́рбетт (англ. Jim Corbett National Park) — старейший и наиболее известный национальный парк Индии. 
Создан в 1936 году как национальный парк «Хейли», назван в честь Малькольма Хейли (англ. Malcolm Hailey), который тогда занимал пост британского губернатора Соединённых провинций. В 1952 году, спустя 5 лет после обретения Индией независимости, переименован в национальный парк «Рамганга» — по реке Рамганга, протекающей через его территорию. В 1957 году парку присвоено новое название — в память об английском натуралисте, писателе и охотнике Джиме Корбетте (1875—1955). 
Расположен в округе Найнитал штата Уттаракханд, неподалёку от города Рамнагар. Площадь составляет 521 км². Высота над уровнем моря колеблется между 360 и 1040 метрами. В парке обитают 50 видов млекопитающих, 585 видов птиц, 33 вида рептилий, семь видов земноводных, семь видов рыб и 37 видов разнокрылых[уточнить]. Парк ежегодно посещают около 70 тыс. туристов.